# Jason Cunliffe
Jason Cunliffe (Agaña, Guam; 23 de octubre de 1983) es un futbolista de Guam que juega en la posición de centrocampista y delantero, y actualmente milita en el Bank of Guam Strykers FC de la liga de fútbol de Guam. Es internacional con la Selección de Guam, de la cual es capitán, máximo goleador histórico y jugador con más presencias en la historia de la selección.

## Carrera

### Club
| Periodo   | Club                     |
| --------- | ------------------------ |
| 2006–2008 | Quality Distributors     |
| 2010–2012 | Guam Shipyard            |
| 2012–2013 | Pachanga Diliman FC      |
| 2013–2018 | Rovers                   |
| 2018–     | Bank of Guam Strykers FC |

### Selección nacional
Debutó con Guam en la Copa Desafío de la AFC 2006 ante Bangladés,  y su primer gol lo anotó el 15 de marzo de 2009 en el empate 2-2 ante Macao en Yona por el Campeonato de Fútbol de Asia Oriental de 2010. Actualmente es el jugador con más apariciones y más goles con la selección nacional, siendo el primero que llega a los 50 partidos con Guam.

## Logros
- Liga de fútbol de Guam: 7

2007, 2007/08, 2013/14, 2014/15, 2015/16, 2016/17, 2017/18
- Copa FA de Guam: 5

2008, 2010, 2012, 2014, 2016
- United Football League Division 2: 1

2012